# Marqués de Riscal
 (mai 2020).
Le contenu est difficilement compréhensible vu les erreurs de traduction, qui sont peut-être dues à l'utilisation d'un logiciel de traduction automatique.
Marqués de Riscal (dont le nom commercial complet est Héritiers de Marqués de Riscal, S.A.) est un groupe d'entreprises espagnol consacré à l'industrie du vin. Il a son origine et siège dans la localité de Elciego, Rioja Alavaise, où a été commencé son activité en 1858, en étant la cave la plus ancienne d'Álava.
En 2006 les caves de Elciego ont été transformées en la Ville du Vin (en espagnol Ciudad del Vino), un complexe qui comprend les caves primaires, les plus modernes, les vignobles et un ensemble de loisirs avec pour cadre l'Hôtel Marqués de Riscal, un emblématique bâtiment dessiné par l'architecte Frank Gehry et inauguré par le roi Juan Carlos Ier.
Depuis son origine au XIXe siècle, Marqués de Riscal a produit du vin de la Rioja, mais en 1972 il s'installe aussi à Rueda (Valladolid) pour produire du vin blanc qui en 1980 reçoit l'appellation d'origine protégée de vin de Rueda.

## Histoire

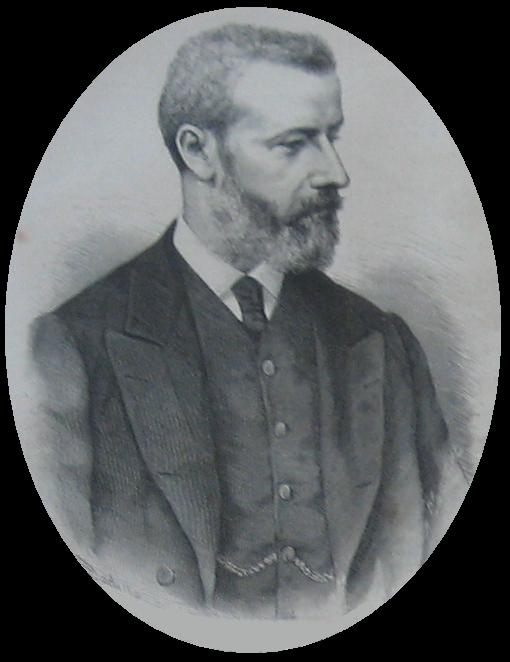
Camilo Hurtado de Amézaga, VIe Marqués de Riscal, est considéré avec son père Guillermo Hurtado de Amézaga le fondateur des caves Marqués de Riscal en Elciego.

### Origines
Camilo Hurtado de Amézaga, VIe Marqués de Riscal, a été considéré comme le créateur des caves que portent le nom des héritiers de Marquesado du Riscal. Il résidait à Bordeaux lorsqu'il a reçu une commission de la Députation forale d'Álava d'embaucher à un vigneron qui pourrait enseigner aux moissonneurs de la région, les techniques employées dans le Médoc, pour produire le vin selon le système français. Le choisi a été Jean Pineau, maître vigneron des caves du Château Lanessan, avec qui a signé, en représentant à la Députation, un contrat pour conseiller les producteurs d'Alava. De suite, Hurtado a envoyé à la Rioja Alavaise, du vin de cabernet sauvignon, merlot, malbec et pinot noir, les plus fins qui se cultivaient en France, pour les expérimenter dans ses vignobles, où se cultivaient des raisins des variétés tempranillo et graciano.
En 1858, Hurtado qui avait hérité de son père de quelques caves en Elciego, a fondé les caves Marqués de Riscal en appliquant les techniques utilisées en France, et a embauché Pineau, qui avait arrêté de travailler. En 1895, à l'Exposition Internationale de Bordeaux, Marqués de Riscal devient la première cave non-française à recevoir le Diplôme d'Honneur.

### Consolidation

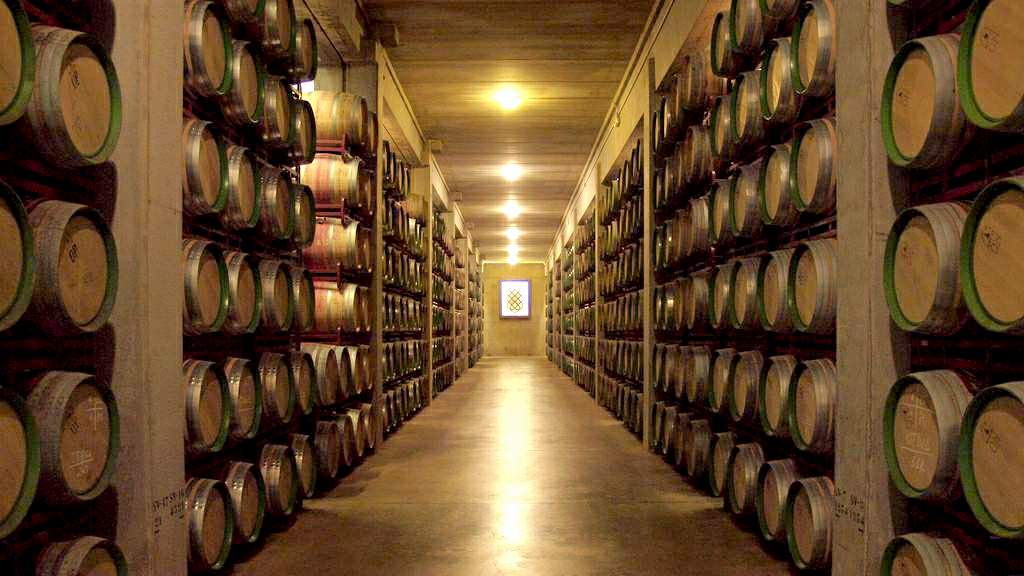
Intérieur d'une des caves, avec des barriques de chêne aux deux côtés du couloir.

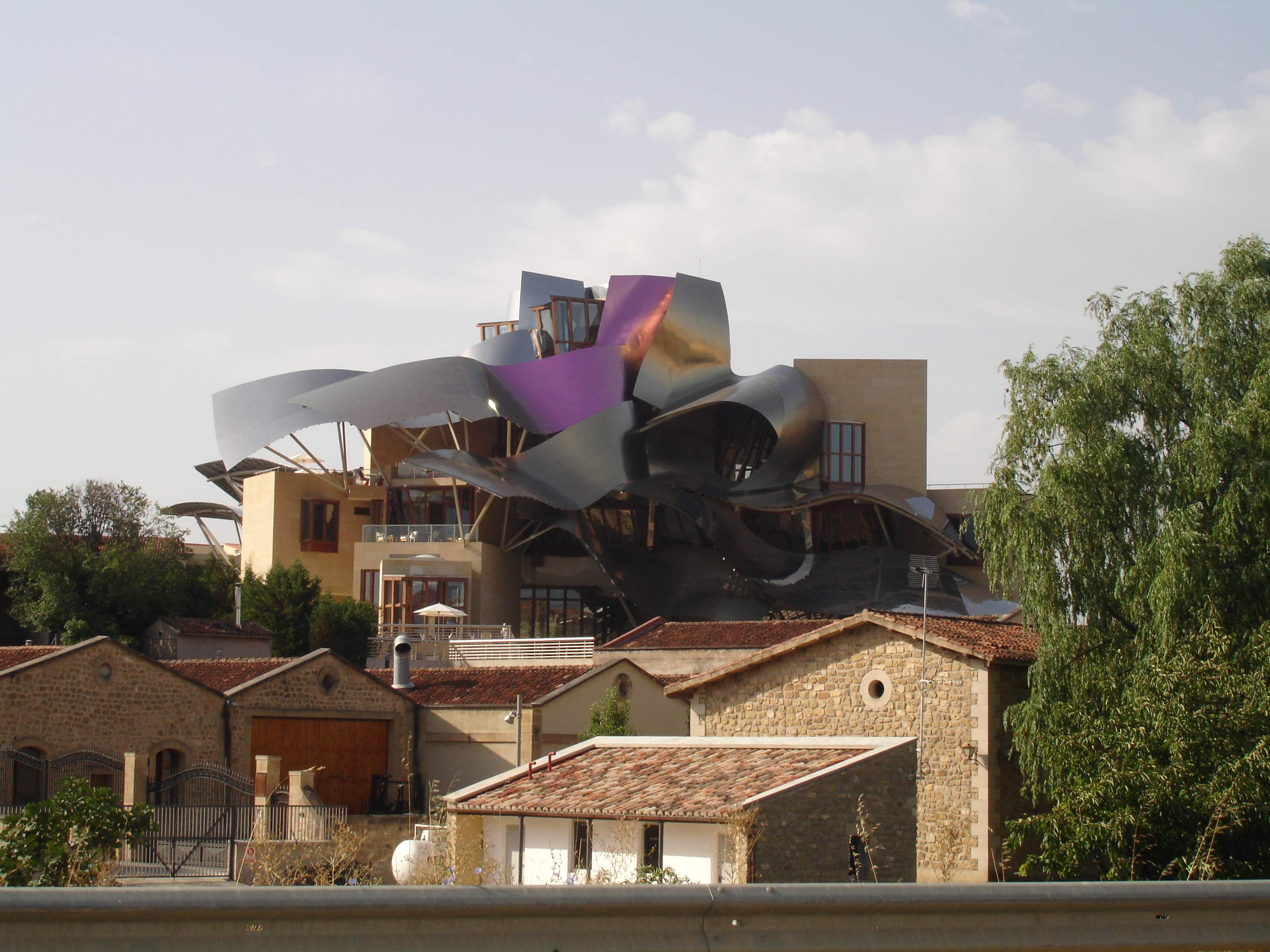
L'Hôtel Marqués de Riscal, dessiné par Frank Gehry, dépassant par dessus des caves. Ce bâtiment, inauguré en 2006, s'est converti en une icône de l'architecture moderniste, et en symbole de Marqués de Riscal.

Marqués De Riscal a apporté beaucoup d'innovations à l'industrie de l'époque, aussi bien que la maille métallique qui couvrait les bouteilles, (destinée à éviter qu'elles soient remplies frauduleusement et qui apportait un caractère luxueux), cônes de bois de fermentation, usage de barriques de 225 litres ou bouteilles en position horizontale. Dans le années 1920, ils se stockaient dans la cave quelque 238.000 bouteilles de différentes années, en étant l'établissement avec la meilleure quantité de vieux millésimes au monde.
À partir des années 1970, l'entreprise décide de diversifier sa production et elle parie sur l'élaboration d'autres variétés de vin. Ainsi, après deux ans d'essais, en 1972, elle commence sa production de vin blanc dans sa nouvelle cave de Rueda (Valladolid). Le succès de la production dans cette zone attire des nouveaux investisseurs, et en 1980 elle entraîne la création de l'appellation de Rueda.

### Ville du Vin
Dans le cadre de son plan stratégique dans les années 2000, l'entreprise se projette dans un modèle de caves plus avant-gardiste et avec plus de vocation de complexe de loisir, dénommée Ville du Vin. Ainsi, elle remodèle tout l'environnement et construit une nouvelle cave avec la technologie la plus avancée, en plus de nouveaux porte-bouteilles et de nouveaux laboratoires.
Le pari du loisir se localise principalement dans le nouveau bâtiment projeté par Frank Gehry (connu pour le Musée Guggenheim Bilbao), une construction avant-gardiste qui se convertit dans le symbole de Marqués de Riscal. Ce bâtiment, bâti en pierre grès et une couverture de titane, héberge un hôtel de la chaîne Starwood Hotels & Resorts et deux restaurants, le Bistró 1860 et le Marqués de Riscal, Récompensé en 2011 avec une Étoile Michelin. La couverture de l'hôtel a pour objectif de représenter le vin rouge (couleur rose), la maille caractéristique dorée des bouteilles de Marqués de Riscal (or) et la capsule des bouteilles (argent).

## Vignobles
La production de vin de la compagnie s'établit sur une vaste extension de vignobles. Marqués De Riscal possède dans la zone de la Rioja 1500 hectares de vignobles à Elciego, Leza, Laguardia et Villabuena d'Álava, desquels 500 sont détenus et 985 contrôlées. Dans la zone de Rueda, elle possède le plus grand vignoble en propriété de tout le D.O., avec 205 dans la commune de Rueda. Elle dispose de 250 de plus dans la location de Rueda, La Seca, Serrada et Rodilana. En plus, elle en compte 200 dans les communes Zamora de Toro et San Román de Hornija, à partir desquels sont produits le rouge de la terre de Castille-et-Léon.

## Production

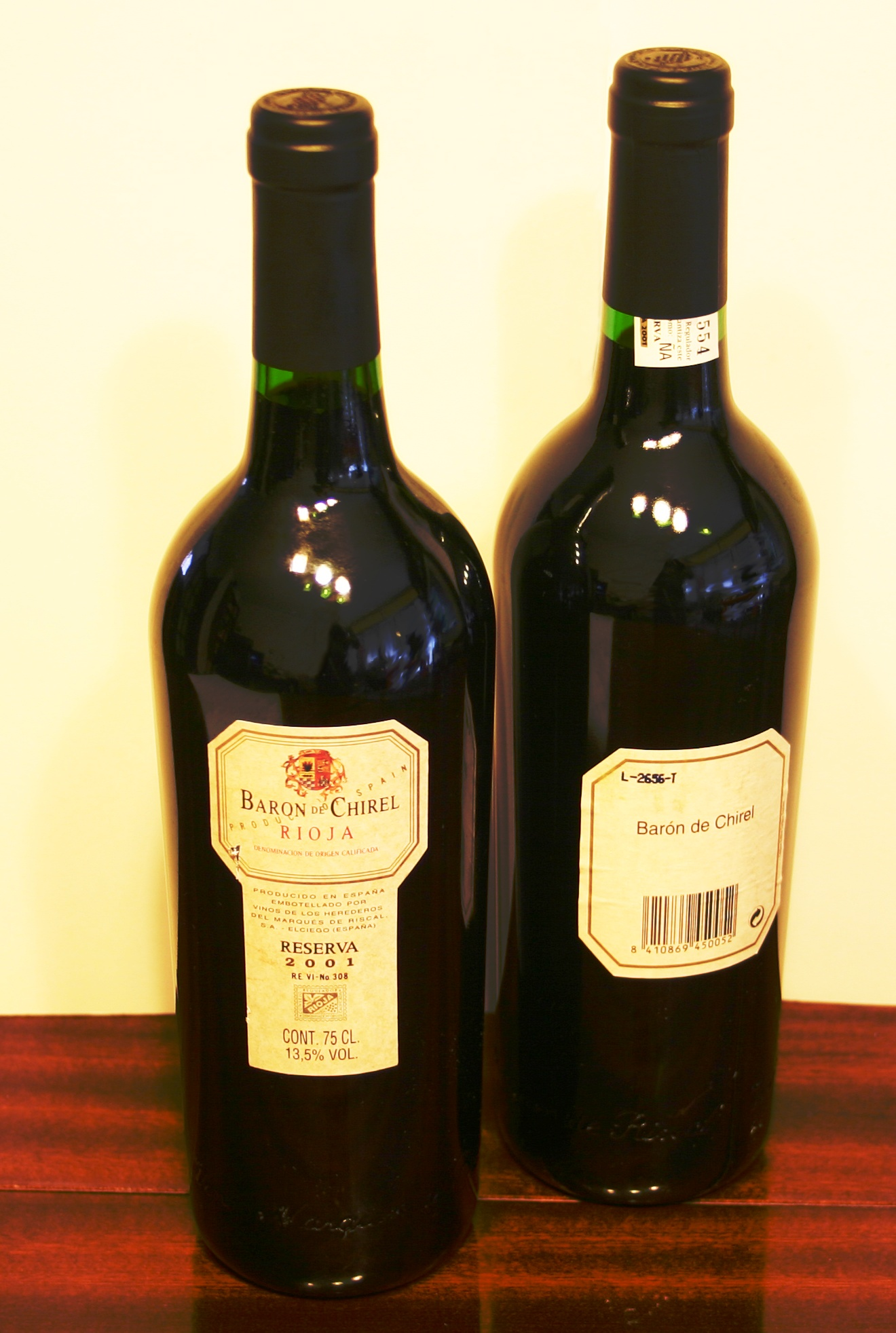
Bouteilles de Baron de Chirel Réserve 2001, à partir de raisins 85% Tempranillo et 15% autres variétés. Ce vin a un élevage de 21 mois en barrique et un minimum de 12 mois en bouteille.

La marque facture quelque 50 millions de €/an et exporte à 104 pays dans le monde. Elle lance environ 7 000 000 bouteilles de rouge et de blanc, en plus de 200 000 de vin mousseux Laurent Perrier.
- Marqués de Riscal commercialise vin rouge avec les étiquettes Frank Gehry Selection 2001, Baron de Chirel, Marqués de Riscal 150e Anniversaire, Marqués de Riscal Grande Réserve, Propriété Torrea, Marqués de Riscal Réserve, Marqués de Riscal Rosado et Marqués de Arienzo[5].
- Le vin blanc est composé par les marques Marqués de Riscal Limousin, Propriété Montico, Marqués de Riscal Sauvignon Blanc et Marqués de Riscal Roule Verdejo.
- En plus, les Vins du Terroir de Castille-et-Léon, commercialise le Riscal 1860, l'unique rouge qu'il produit en dehors de La Rioja.

Héritiers de Marqués de Riscal est une société anonyme dont le conseil d'administration est présidé par :
- Président : Alejandro Aznar.
- Président-directeur général commercial : José Luis Muguiro.
- Président-directeur général technique et de production : Francisco Hurtado de Amézaga.
- Président-directeur général financier : Fernando Salamero.

## Prix
- 2013 - Meilleure Cave Européenne, Wine Enthusiast Awards.
- 2012 - Meilleur Producteur de Vin rouge du Monde, la Chine Wine Challenge.
- 2011 - Cave avec Meilleure Trajectoire, #Prix Verema.
- 2011 - World'S Most Admired Wine Brands, Drinks International.
- 2010 - Cave de l'An, #Prix Guide Habiter le Vin.
- 2009 - Meilleur Spa du Monde, Spa Awards.
- 2007 - Meilleur Hôtel Vinícola du Monde, Best of Wine Tourism Awards.
- 2007 - Meilleure Architecture Extérieure d'Hôtel en Europe, Villégiature Awards.
- 1895 - Diplôme d'Honneur de l'Exposé de Bordeaux.